# Unión del Pueblo de las Islas de Cabo Verde
La Unión del Pueblo de las Islas de Cabo Verde (en portugués: União do Povo das Ilhas de Cabo Verde), abreviado como UPICV, fue un partido político caboverdiano de ideología maoísta establecido en la primera mitad de 1974 como un movimiento independentista en el Cabo Verde portugués, inmediatamente posterior a la Revolución de los Claveles que puso fin al régimen autoritario del Estado Novo y precipitó la independencia de las colonias portuguesas. Fue liderado durante toda su existencia por José Leitão da Graça.
Durante los últimos meses de la administración colonial, la UPICV actuó como la principal fuerza de oposición al Partido Africano para la Independencia de Guinea y Cabo Verde (PAIGC), que había librado la guerra de independencia contra el gobierno portugués en Guinea-Bisáu con una plataforma que incluía la unificación de Guinea y Cabo Verde en un único estado. La UPICV, que adhería al pensamiento de Mao Zedong y se definió como favorable a la República Popular China, se oponía tanto a la continuidad de la colonia portuguesa como a la fusión con Guinea-Bisáu, criticando al PAIGC como un instrumento del «imperialismo soviético». A pesar de sus tendencias maoístas y de su rechazo a una eventual fusión, la UPICV se vio influenciada también por el pensamiento panafricanista de Kwame Nkrumah. Defendió la concreción de transformaciones político-sociales amplias y radicales,  así como la nacionalización de los medios de producción e industriales.
Desde su surgimiento como partido, la UPICV se vio involucrada en la lucha de poder contra la Unión Democrática de Cabo Verde (UDC), de derecha y favorable a una federación con Portugal, y principalmente con el PAIGC, que instauró un Gobierno de Transición a la independencia y trabajó sobre la base de convertir a Cabo Verde en un estado socialista de partido único. Al partido no se le permitió presentar listas en las primeras elecciones parlamentarias antes de la independencia y Leitão da Graça fue forzado al exilio. Los dirigentes del partido capturados en el país fueron enviados a la prisión de Chão Bom.
Leitão da Graça retornó a Cabo Verde en 1986. Con el advenimiento del multipartidismo en 1990 posterior a la caída del comunismo, intentó revivir la UPICV, sin éxito.